# Avalanche Bay
Die Avalanche Bay (englisch für Lawinenbucht) ist eine 1,5 km breite Bucht an der Ostküste des antarktischen Viktorialands. Sie liegt unmittelbar südöstlich des Discovery Bluff im Granite Harbor.
Kartiert wurde die Bucht von Teilnehmern der britischen Terra-Nova-Expedition (1910–1913) des Polarforschers Robert Falcon Scott. Sie benannten die Bucht nach den Lawinenabgängen, denen sie bei einer Schlittenexkursion zum Granite Harbor begegneten.